# Matthew Schnobrich
Matthew Roman Schnobrich –conocido como Matt Schnobrich– (Mineápolis, 12 de noviembre de 1978) es un deportista estadounidense que compitió en remo. Participó en los Juegos Olímpicos de Pekín 2008, obteniendo una medalla de bronce en la prueba de ocho con timonel.

## Palmarés internacional
| Juegos Olímpicos | Juegos Olímpicos | Juegos Olímpicos  | Juegos Olímpicos |
| Año              | Lugar            | Medalla           | Prueba           |
| ---------------- | ---------------- | ----------------- | ---------------- |
| 2008             | Pekín (China)    | Medalla de bronce | Ocho con timonel |